# Juan de la Cierva (metrostation)
Juan de la Cierva is een metrostation in Getafe. Het station werd geopend op 11 april 2003 en wordt bediend door lijn 12 van de metro van Madrid.